# أريغارون باريشي
أريغارون باريشي (الاسم العلمي:Erigeron parishii) هو نوع من النباتات يتبع جنس الأريغارون من الفصيلة النجمية.